# Arthur Gardiner Butler

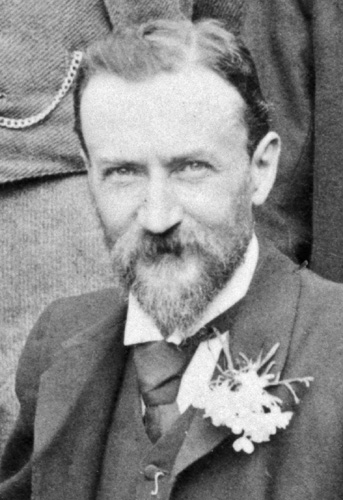
Arthur Gardiner Butler

Arthur Gardiner Butler (* 27. Juni 1844 in London; † 28. Mai 1925 in Beckenham, Kent)  war ein britischer Entomologe, Arachnologe und Ornithologe, der lange Zeit für das British Museum an der Systematik von Vögeln, Insekten und Spinnen arbeitete.

## Leben und Wirken
Arthur Gardiner Butler wuchs im Londoner Stadtteil Chelsea am Cheyne Walk auf. Er war der Sohn von Thomas Butler, einem Angestellten des British Museums, der 1857 Assistenzsekretär von Antonio Panizzi, dem Direktor der Bibliothek des British Museums, wurde. Butler wurde an der St Paul’s School ausgebildet. Später erhielt er einen einjährigen Kunstunterricht an der Art School in South Kensington. Von 1863 bis zur Verschlechterung seines Gesundheitszustandes im Jahre 1901 arbeitete er für das British Museum. 1879 wurde er Assistenzkurator der Gliederfüßer-Abteilung und 1895 der Insekten-Abteilung. Als Anerkennung für seine entomologische Arbeit erhielt Butler 1893 die Ehrendoktorwürde der Western University of Pennsylvania. Neben mehreren entomologischen Werken veröffentlichte Butler Bücher über Vögel (insbesondere über die Oologie und über die Vogelzucht) und er schrieb für die Zeitschrift The Feathered World. In seinen archäologischen Werken befasste er sich unter anderem mit der Arachnofauna von Australien, den Galápagos-Inseln und von Madagaskar.
Butler war Mitglied der Royal Entomological Society, der Linnean Society of London, der Zoological Society of London sowie der British Ornithologists’ Union.

## Werke (Auswahl)

### Arachnologie
- A list of the spiders of the genus Acrosoma (1873)
- A monographic list of the species of Gasteracantha, or crab-spiders (1873)

### Entomologie
- Catalogue of Diurnal Lepidoptera of the family Satyridae in the collection of the British Museum (1868)
- Catalogue of Diurnal Lepidoptera Described by Fabricius in the Collection of the British Museum (1870)
- Lepidoptera Exotica, or, Descriptions and illustrations of exotic lepidoptera (1869–1874)
- Tropical Butterflies and Moths (1873)
- Catalogue of the Lepidoptera of New Zealand (1874)
- The Butterflies of Malacca (1879).
- mit Herbert Druce (1846–1913), Descriptions of new genera and species of Lepidoptera from Costa Rica. Cistula entomologica, 1 :S.  95–118 (1872).
- List of insects collected by Miss Elizabeth Taylor in North America in the summer of 1892 (1893)

### Ornithologie
- British Birds’ Eggs: a handbook of British oology (1886)
- Foreign finches in Captivity (1895–1896) illustriert von Frederick William Frohawk
- Foreign birds for cage and aviary, Order Passeres... (1896–1897) illustriert von Frederick William Frohawk (1861–1946)
- Contributions to British Birds with their Nests and Eggs Bände I, II und III. (1896–1899) illustriert von Frederick William Frohawk
- Birds’ Eggs of the British Isles (1904) illustriert von Frederick William Frohawk
- Birds of Great Britain and Ireland 2. Bände (1907–1908), illustriert von Frederick William Frohawk und Henrik Grönvold